# 유혹의 강 (1991년 영화)
"유혹의 강"은 1991년에 개봉한 대한민국의 영화이다.

## 캐스팅
- 임주연 : 수지 역
- 정승호 : 동엽 역
- 김동현 : 요한 역
- 김부선 : 모델 역
- 김애경 : 과부 역
- 유단아 : 글래머 역
- 김하림 : 방가로주인남자 역
- 김을동 : 주인여자 역
- 김기종 : 영감 역
- 최성 : 수지아버지 역
- 정영국 : 중년사내 역
- 길달호 : 괴한 역
- 나갑성 : 동엽아버지 역
- 조영이 : 동엽어머니 역
- 김진권 : 어린동엽 역